# Далу (Муреш)
Далу (рум. Dalu) насеље је у Румунији у округу Муреш у општини Санђер. Oпштина се налази на надморској висини од 338 m.

## Становништво
Према подацима из 2002. године у насељу је живело 6 становника, од којих су сви румунске националности.